# بوروسيا نوينكيرشن
نادي بوروسيا نوينكيرشن للألعاب البدنية (بالألمانية: Borussia, Verein für Bewegungspiele e.V.,
Neunkirchen) هو نادي كرة قدم ألماني مقره في نوينكيرشن بولاية سارلاند، تأسس النادي عام 1905 ويلعب حالياً في دوري الدرجة الرابعة (أوبرليغا).

## وصلات خارجية
- الموقع الرسمي للنادي (بالألمانية)